# HC Kometa Brno
Le HC Kometa Brno est un club de hockey sur glace de la ville de Brno en Tchéquie. L'équipe évolue dans la première division, l'Extraliga. Kometa est le club le plus titré de l'histoire tchécoslovaque et tchèque,
a été onze fois champion de Tchécoslovaquie, triple champion de la République tchèque et trois fois champion d'Europe.
Actuellement (2025) il est le champion de Tchéquie, le pays des champions du monde de hockey sur glace

## Historique
Le club est créé en 1953 sous le nom de Rudá hvězda Brno et joue son premier match contre le Motorlet Praha (victoire 4 buts à 2). Le premier titre de champion de Tchécoslovaquie est acquis en 1955 et est suivi de dix autres au cours des onze saisons suivantes, l'équipe ratant seulement le titre de 1959 au profit du Sokol Kladno.
Brno a également joué et remporté les trois premières éditions de la Coupe d'Europe des clubs champions, en 1965-1966, 1966-1967 et 1967-1968.
En 1980, l'équipe est reléguée en seconde division tchécoslovaque, retrouve l'élite l'année suivante mais est de nouveau reléguée en 1988. Suivent deux montées et deux descentes en quatre saisons. L'équipe intègre une nouvelle fois la première division en 1995 mais n'y reste qu'une saison avant de rejoindre la 1. liga. Elle remonte lors de la saison 2008-2009 et s'y maintient en 2009-2010.

### Palmarès
Champion de Tchécoslovaquie
- 1955, 1956, 1957, 1958, 1960, 1961, 1962, 1963, 1964, 1965, 1966

Champion de Tchéquie
- 2017, 2018, 2025

Champion d'Europe
- 1965-1966, 1966-1967, 1967-1968

### Logos et noms de l'équipe
Les différents noms portés par le club sont les suivants : 
- 1953 - Rudá hvězda Brno
- 1962 - TJ ZKL Brno
- 1976 - TJ Zetor Brno,
- 1990 - HC Zetor Brno,
- 1993 - HC Královopolská Brno,
- 1994 - HC Kometa Brno,
- 1995 - HC Kometa Brno BVV,
- 1997 - HC Kometa Brno,
- 1999 - Kometa HC Brno.

Les logos portés ont été les suivants :

ZKL Brno
TJ Zetor Brno
HC Královopolská Brno
HC Kometa Brno (1994)
HC Kometa Brno (2000)
HC Kometa Brno (2000)

## Joueurs et entraîneurs

### Joueurs honorés
Depuis sa création, le club de Brno a honoré le numéro de certains de ses anciens joueurs.
- #1 Vladimír Nadrchal
- #5 Slavomír Bartoň
- #6 Bronislav Danda
- #9 František Vaněk
- #12 Vlastimil Bubník
- #15 Josef Černý
- #16 Jaroslav Jiřík

### Entraîneurs
L'entraîneur actuel est Rostislav Čada. En poste depuis décembre 2006, il est assisté dans sa tâche de Libor Zábranský et pour les gardiens de but, Vladimír Nadrchal.
Le premier entraîneur de l'équipe fut Václav Řezáč et les entraîneurs emmenant l'équipe aux différents titres : Slavomír Bartoň, Vladimír Bouzek et Eduard Farda. Bouzek aura conduit l'équipe aux titres de 1956, 1957 puis ceux entre 1961 et 1966.